# Lac d'Ansabère
Le lac d'Ansabère est un lac naturel des Pyrénées françaises, situé dans le département des Pyrénées-Atlantiques en région Nouvelle-Aquitaine. Il fait partie du cirque de Lescun dans la haute vallée d'Aspe.
Il constitue le plus occidental des lacs de la chaîne pyrénéenne, accompagné du lac de Lhurs et du lac de la Chourique, tous situés à la même longitude.

## Randonnées
Depuis le village de Lescun, il faut rejoindre entre les ponts de Masousa et Lamareich la piste s'engageant dans le vallon d'Ansabère.
Arrivé au pont de Lamary (1 171 m), il faut poursuivre jusqu'aux cabanes d'Ansabère (1 570 m) que dominent les aiguilles d'Ansabère et le pic homonyme.
De là, il faut obliquer vers la gauche et contourner un chaos rocheux pour monter par des pentes herbeuses et par une combe jusqu'à la cuvette abritant le lac miniature d'Ansabère.
Au nord de ce secteur se situe le Dec de Lhurs qui domine un lac voisin : le lac de Lhurs.